# Brúðardalsfjall
Brúðardalsfjall är ett berg i republiken Island. Det ligger i regionen Austurland, 400 km öster om huvudstaden Reykjavík. Toppen på Brúðardalsfjall är 876 meter över havet.
Trakten runt Brúðardalsfjall är nära nog obefolkad, med mindre än två invånare per kvadratkilometer. Närmaste större samhälle är Reyðarfjörður, omkring 12 kilometer öster om Brúðardalsfjall. Trakten runt Brúðardalsfjall består i huvudsak av gräsmarker.